# 423 a.C.
Il 423 a.C. (CDXXIII a.C. in numeri romani) è un anno  del V secolo a.C.

## Eventi
- I Sanniti conquistano Capua
- Roma
  - Consoli Gaio Sempronio Atratino e Quinto Fabio Vibulano Ambusto